# K (otok)
Otok K ili Nova Zemlja (rum. Insula K – otok K, ukr. Острів Нова Земля – otok Nova Zemlja), koji se ponekad naziva i Otok sreće (rum. Insula Fericirii), je novostvoreni i nenaseljeni otok u zaljevu Musura gdje se delta Dunava susreće s Crnim morem.

## Geografija
Otok je dug 7 km, a širok 80 m. Počeo se formirati početkom 2000-ih. Iako je pretežno izgrađen od pijeska, posljednjih su se godina pojavili oblici vegetacije. Otoci K i Sacalin najnoviji su teritoriji Rumunjske i nastavljaju rasti. Otok je posebno popularan za promatranje ptica, a mnogi turisti idu na jednodnevne izlete na otok.

## Teritorijalni spor
Otok je sporan i trenutno je podijeljen između Rumunjske (40%) i Ukrajine (60%).
- Zaljev Musura, Crno more
- De jure i de facto granice između Ukrajine i Rumunjske, zaljev Musura, Crno more, 2011